# Романовська Олена Людвиківна
Олена Людвіківна Романовська (пол. Helena Romanowska, (13 (26) грудня 1908 , Мінськ  — 17 травня 1980 , Мінськ ) — білоруська радянська письменниця. Писала польською. Член Спілки письменників СРСР (1934), учасниця Першого з'їзду радянських письменників. Все життя працювала вчителькою у школах Мінська.

## Біографія
Народилася 26 (13) грудня 1908 року в Мінську, Мінська губернія Російської імперії, в сім'ї збіднілого польського шляхтича, що працював залізничником.
У 1929 році закінчила Мінський польський педагогічний технікум імені Б. Вясаловського, потім Білоруський вищий педагогічний інститут (1934).
Працювала вчителькою у польських та білоруських школах Дзержинського району та Мінська.
У 1932—1937 роках одночасно з роботою вчителем працювала у польськомовній мінській газеті «Orka» та на Білоруському радіо, де разом із В. Ковальським двічі на тиждень вела передачу польською мовою. Комсомолка, була представницею так званого покоління молодих письменників, вихованих після Жовтневого перевороту і вважали себе «радянськими поляками». Була членом польської секції Білоруської асоціації пролетарських письменників .
Брала участь у роботі 1-го з'їзду польських пролетарських письменників у Мінську (1931), у 1934 році від польської секції була делегатом на Першому з'їзді письменників СРСР, стала одним із перших членів Спілки письменників СРСР . У Москві зустрілася з Надією Крупською подарувала їй свої книги.
Літературна діяльність Олени Романовської було припинено у зв'язку з арештом 1937 року її чоловіка — білоруського поета Станіслава Шушкевича була виключена з комсомолу, але продовжила працювати в школах.
Війну провела в окупації . У повоєнні роки (1944—1963) працювала вчителькою у мінських школах.
Померла 1980 року. Похована на Північному цвинтарі Мінська.

## Творчість
Дебютувала у пресі 1929 року. Авторка оповідань, віршів (поема «Зимовий ранок», 1934), творів для дітей. Писала польською мовою. Окремими книгами в Мінську в 1930-ті роки було видано повісті «З весною у змаганні» («Z wiosną w zawody», 1933) та «Пахне земля»(«Pachnie ziemia», 1934), п'єса для дітей «У боротьбі за Ради» (W walce o Sowiety, 1934).
У своїх книгах описувала зміни у польському співтоваристві в Білоруській РСР, насадження радянської дійсності на селі та боротьба з народними та релігійними традиціями.
Перекладала польською мовою твори білоруських письменників, у тому числі повість Платона Головача «Поляк на загонах» (1933).
Окремі її твори були перекладені білоруською мовою.

## Родина
Батько — Людовік Романовський, був збіднілим дворянином, працював на Лібаво-Роменській залізниці обер-кондуктором.
Брат Вацлав загинув під час громадянської війни в Росії, брат Фелікс — у перші дні другої світової війни .
Молодша сестра Ядвіга померла під час німецької окупації, коли, будучи вагітною, впала з висоти, залишивши схованку, в якій ховалася від колабораціоністських поліцаїв.
Чоловік — білоруський поет Станіслав Петрович Шушкевич .
Син — Станіслав Станіславович Шушкевич, білоруський політик, голова останньої Верховної Ради Білоруської РСР, перший лідер незалежної Білорусії після 1991 року.